# Voinjama
Voinjama ist die Hauptstadt des Lofa County in Liberia, Westafrika.
Die Stadt befindet sich in Grenznähe zu Guinea und liegt von bewaldeten Bergen umgeben in etwa 550 Meter Höhe.

## Geschichte
Während des liberianischen Bürgerkrieges wurde die vorhandene Infrastruktur – zu der das Tellewoyan Memorial Hospital, ein Kleinkraftwerk zur Stromerzeugung, Schulen, eine Polizei und eine Zollstation gehören – von den Kriegsparteien zerstört und ausgeplündert. Seit dem Kriegsende sorgt die dauerhafte Präsenz der UNO-Blauhelmsoldaten in der Grenzregion für Sicherheit. Das Hospital wurde an einer anderen Stelle neu errichtet, das Verkehrsnetz ist in einem relativ guten Zustand, es gibt auch einen Rundfunksender und einen Feldflugplatz für Inlandsflüge. Ein bedeutender Teil der Bevölkerung und Bürgerkriegsflüchtlinge sind mit dem Wiederaufbau der Stadt befasst. Als wirtschaftliche Grundlagen der Region werden der Reisanbau, Früchte und Gemüseanbau  sowie die Herstellung von  Palmölprodukten genutzt. In den Flusstälern findet man Gold und Diamanten.

## Bevölkerung
In  Voinjama leben etwa 26.594 Einwohner, ein großer Teil der Bevölkerung ist muslimischen Glaubens.

## Bauwerke
Zu den Sehenswürdigkeiten der Stadt zählt die Moschee von Voinjama sowie die katholische Kirche.
Sogar im Stadtzentrum befinden sich noch Ruinen von Verwaltungsgebäuden, Schulen und Wohnhäuser, die während des Krieges zerstört wurden.